# Awaryjność
Awaryjność − podatność na awarie, przeciwieństwo niezawodności.
Możliwość wystąpienia awarii określa się, najczęściej w skali roku, jako prawdopodobieństwo wystąpienia odniesione do liczby zdarzeń, lub czasem unieruchomienia.
Absolutna doskonałość techniczna jest nieosiągalna, określa się zatem dopuszczalny stopień niedoskonałości. Skutki awarii wynikających z tej niedoskonałości ogranicza się poprzez zabezpieczenia i ubezpieczenia.